# Канпин
Канпи́н (кит. упр. 康平, пиньинь Kāngpíng) — уезд города субпровинциального значения Шэньян (КНР). Название уезда происходит от выражения «康乐太平» («жизнерадостность и спокойствие»).

## География
Значительная часть территории уезда покрыта лесом. Имеются месторождения нефти и природного газа.
На озере Волун гнездятся чирки-клоктуны.

## История
Уезд был создан в 1880 году. После Синьхайской революции 1911 года вошёл в состав провинции Фэнтянь, которая в 1929 году была переименована в Ляонин.
После образования в 1932 марионеточного государства Маньчжоу-го уезд оказался в составе провинции Фэнтянь; по окончании Второй мировой войны вошёл в состав провинции Ляобэй. В 1949 году провинция Ляобэй была расформирована, и уезд оказался в составе новосозданной провинции Ляоси. В 1954 году провинции Ляоси и Ляодун были объединены в провинцию Ляонин, и уезд был включён в состав Специального района Телин (铁岭专区). В 1958 году Специальный район Телин был расформирован, и уезд был передан под юрисдикцию властей Шэньяна.
В 1964 году был образован Специальный район Шэньян (沈阳专区), и уезд был передан в его состав. В 1968 году власти Специального района переехали из Шэньяна в Телин, и он вновь был переименован в Специальный район Телин. В 1970 году Специальный район Телин был переименован в Округ Телин (铁岭地区).
В 1984 году Округ Телин был расформирован, а вместо него был образован городской округ Телин. В 1993 году уезд был передан из состава городского округа Телин в состав города субпровинциального значения Шэньян.

## Административное деление
Уезд Канпин делится на 3 уличных комитета, 5 посёлков, 3 волости и 4 национальные волости (Дуншэн-Маньчжурско-Монгольская национальная волость, Люшутунь-Монгольско-Маньчжурская национальная волость, Сигуаньтунь-Маньчжурско-Монгольская национальная волость, Шацзиньтай-Монгольско-Маньчжурская национальная волость).